# Valentina Ivanovna Matviyenko
Valentina Ivanovna Matviyenko (tiếng Nga: Валенти́на Ива́новна Матвие́нко, IPA: [vəlʲɪnˈtʲinə ɪˈvanəvnə mətvʲɪˈjɛnkə], tiếng Ukraina: Валентина Іванівна Матвієнко, (nhũ danh Tyutina (Тю́тина; IPA: [ˈtʲʉtʲɪnə], tiếng Ukraina: Тютіна); sinh ngày 7 tháng 4 năm 1949) là một chính trị gia người Nga gốc Ukraina, phục vụ như Thượng nghị sĩ từ Sankt Peterburg và Chủ tịch Hội đồng Liên đoàn từ năm 2011. Trước đây, bà là Thống đốc Sankt Peterburg từ năm 2003 đến 2011.
Sinh ra ở Ukraina, Matviyenko bắt đầu sự nghiệp chính trị vào những năm 1980 tại Leningrad (nay gọi là Sankt Peterburg), và là Bí thư thứ nhất của Đảng Cộng sản quận Krasnogvardeysky từ năm 1984 đến 1986. Vào những năm 1990, Matviyenko làm Nga Đại sứ đến Malta (1991-1995), và Hy Lạp (1997-1998). Từ năm 1998 đến 2003, Matviyenko là Phó Thủ tướng Chính phủ về Phúc lợi, và một thời gian ngắn, Đặc phái viên của Tổng thống tại Khu liên bang Tây Bắc năm 2003. Vào thời điểm đó, Matviyenko đã liên minh chặt chẽ với Tổng thống Nga Vladimir Putin, một liên minh bảo đảm cho cô một chiến thắng trong cuộc bầu cử thống đốc ở Sankt Peterburg, thành phố quê hương của Putin.
Matviyenko trở thành nữ lãnh đạo đầu tiên của Sankt Peterburg. Kể từ khi bắt đầu dịch vụ Matviyenko làm thống đốc, một phần đáng kể tiền thuế đã được chuyển từ ngân sách liên bang sang ngân sách địa phương, cùng với nền kinh tế bùng nổ và cải thiện môi trường đầu tư, mức sống tăng lên đáng kể ở Thành phố, khiến cho mức sống tăng lên đáng kể mức thu nhập gần hơn với Moscow và vượt xa hầu hết các đối tượng liên bang khác của Nga. Hồ sơ của Sankt Peterburg trong chính trị Nga đã tăng lên, được đánh dấu bằng việc chuyển Tòa án Hiến pháp Nga từ Moscow năm 2008.
Matviyenko đã phát triển một số lượng lớn các nhà ở và cơ sở hạ tầng, như việc xây dựng Đường vành đai Sankt Peterburg, bao gồm Cầu Big Obukhovsky (cây cầu không vẽ duy nhất bắc qua sông Neva trong thành phố), hoàn thành đập Sankt Peterburg Nhằm mục đích chấm dứt lũ lụt Sankt Peterburg khét tiếng, ra mắt Tuyến số 5 của Sankt Peterburg Metro và bắt đầu cải tạo đất ở vịnh Neva cho Mặt tiền biển mới của thành phố (dự án phát triển bờ sông lớn nhất châu Âu) chứa cảng hành khách của St. Petersburg. Một số công ty sản xuất ô tô lớn đã được thu hút tới Sankt Peterburg hoặc vùng lân cận, bao gồm Toyota, General Motors, Nissan, Hyundai Motor, Suzuki, Magna International, Scania và MAN SE (tất cả đều có nhà máy ở khu công nghiệp Shushary), do đó biến thành phố trở thành một trung tâm quan trọng của ngành công nghiệp ô tô ở Nga, chuyên về các thương hiệu nước ngoài. Một sự phát triển khác của sự thống trị của Matviyenko là du lịch; đến năm 2010, số lượng khách du lịch ở Sankt Peterburg đã tăng gấp đôi và đạt 5,2 triệu người, đưa thành phố này nằm trong số năm trung tâm du lịch hàng đầu ở châu Âu.
Một số hành động và thực tiễn của Thống đốc Matviyenko đã thu hút những lời chỉ trích đáng kể từ công chúng Sankt Peterburg, giới truyền thông và các nhóm đối lập. Đặc biệt, công trình mới ở các khu vực đã được xây dựng nặng nề và một số dự án xây dựng được coi là xung đột với kiến trúc cổ điển của thành phố, nơi toàn bộ trung tâm là một Di sản Thế giới của UNESCO. Một số dự án cuối cùng đã bị hủy bỏ hoặc sửa đổi, chẳng hạn như thiết kế gây tranh cãi của một tòa nhà chọc trời Okhta Center cao 400 mét, dự kiến được xây dựng liền kề với trung tâm lịch sử của thành phố; tuy nhiên, sau một chiến dịch công khai và sự tham gia cá nhân của Tổng thống Nga Dmitry Medvedev, nó đã được chuyển đến từOkhta đến vùng ngoại ô Lakhta. Một điểm đáng chỉ trích khác là việc Matviyenko xử lý các vấn đề dọn tuyết của thành phố trong mùa đông lạnh và tuyết bất thường của năm 2009-1010 và 2010-11.
Vào ngày 22 tháng 8 năm 2011, ngay sau khi hoàn thành Đập Sankt Peterburg, Matviyenko đã từ chức. Là thành viên của Đảng Nước Nga thống nhất, vào ngày 21 tháng 9 năm 2011, Matviyenko được bầu làm Chủ tịch Hội đồng Liên bang (Nga), cơ quan lập pháp cao nhất trong hệ thống Lưỡng viện của đất nước.